# Acropimpla nigroscutis
Acropimpla nigroscutis är en stekelart som först beskrevs av Cameron 1907.  Acropimpla nigroscutis ingår i släktet Acropimpla och familjen brokparasitsteklar. Inga underarter finns listade i Catalogue of Life.